# Parc national des Piénines (Pologne)
Pour le parc slovaque, voir Parc national des Piénines (Slovaquie).
Le parc national des Piénines (en polonais : Pieniński Park Narodowy) est un parc national, situé dans la chaîne de montagnes des Piénines, dans le Sud de la Pologne (voïvodie de Petite-Pologne), à la frontière de la Slovaquie où il jouxte le parc homonyme slovaque. Il s'agit d'une aire protégée de 23,71 km2 classée en catégorie II par l'Union internationale pour la conservation de la nature (UICN) ; elle a vu le jour en 1932,. Le parc national est traversé par la rivière Dunajec.

## Histoire
L’idée de la création du parc national est venue du professeur Władysław Szafer, membre de la Commission nationale pour la préservation de la nature (polonais: Państwowa Komisja Ochrony Przyrody) en 1921. La même année, une réserve privée de 75 000 m² a été ouverte par Stanisław Drohojowski autour des ruines du château de Czorsztyn. En 1928, le gouvernement polonais a fait ses premiers achats de terres et le 23 mai 1932, le ministère de l’Agriculture a créé un « parc national dans les Piénines », d’une superficie de 7,36 km². Après la Seconde Guerre mondiale, la décision a été confirmée par une loi du gouvernement du 30 octobre 1954, qui a officiellement créé le parc national des Piénines.

## Description
Les montagnes des Piénines font partie des Carpates occidentales. Elles sont principalement constituées de calcaire. Les montagnes ont des falaises pittoresques, presque verticales qui descendent jusqu’à la rivière Dunajec. Le sommet le plus célèbre - Trzy Korony (Trois Couronnes) - culmine à 982 mètres d'altitude, mais la plus haute montagne des Piénines - Wysokie Skałki - atteint 1 050 mètres d'altitude, et n’est pas située dans le parc national.
Le parc national est situé dans le bassin de la rivière Dunajec, et la rivière occupe une position importante parmi les facteurs qui influencent l’apparence du parc. Même si le parc est de petite taille, dans sa région prospèrent des centaines d’espèces de plantes, dont 640 sortes de champignons. Les prairies du parc, qui sont le résultat de l’activité humaine, sont parmi les écosystèmes végétaux les plus riches de Pologne (30 à 40 espèces de fleurs pour chaque mètre carré).
Environ 6500 espèces animales sont connues pour vivre dans le Pieniny. Il y a de nombreux oiseaux, poissons, reptiles et amphibiens ainsi que des mammifères. Le prédateur le plus important est le lynx. Sur les rives du Dunajec, la loutre prospère.
En 1997, la vallée de Dunajec a été inondée à la suite de la construction d’un barrage fluvial.
Il y a 34 kilomètres de sentiers pédestres touristiques dans le parc, depuis des sommets tels que Sokolica et Trzy Korony, on peut avoir une excellente vue sur les Piénines et les montagnes des Tatras ainsi que sur la Dunajec. L’attraction principale du parc est une excursion fluviale sur des radeaux en bois, très populaire parmi les touristes.

## Galerie

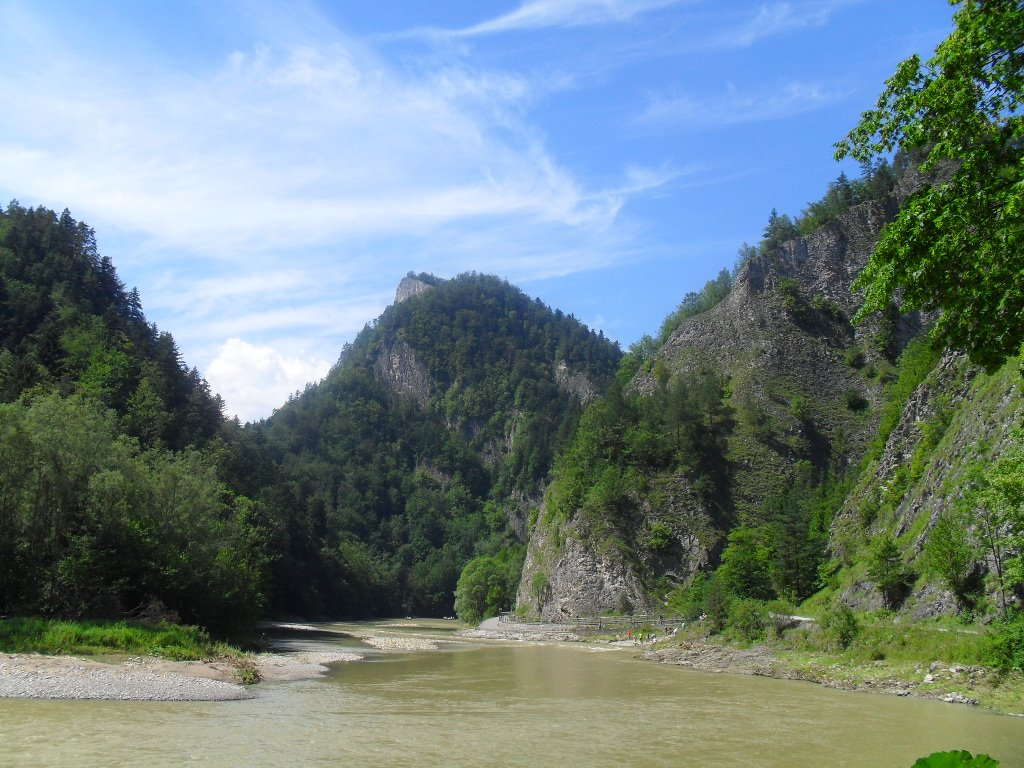
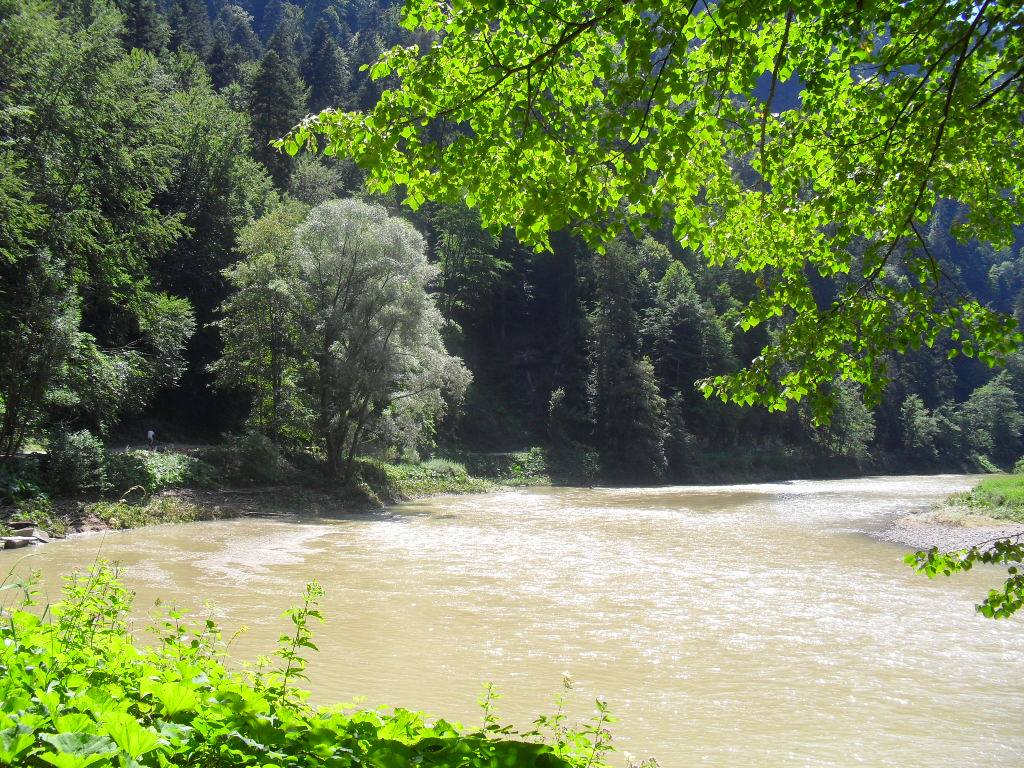
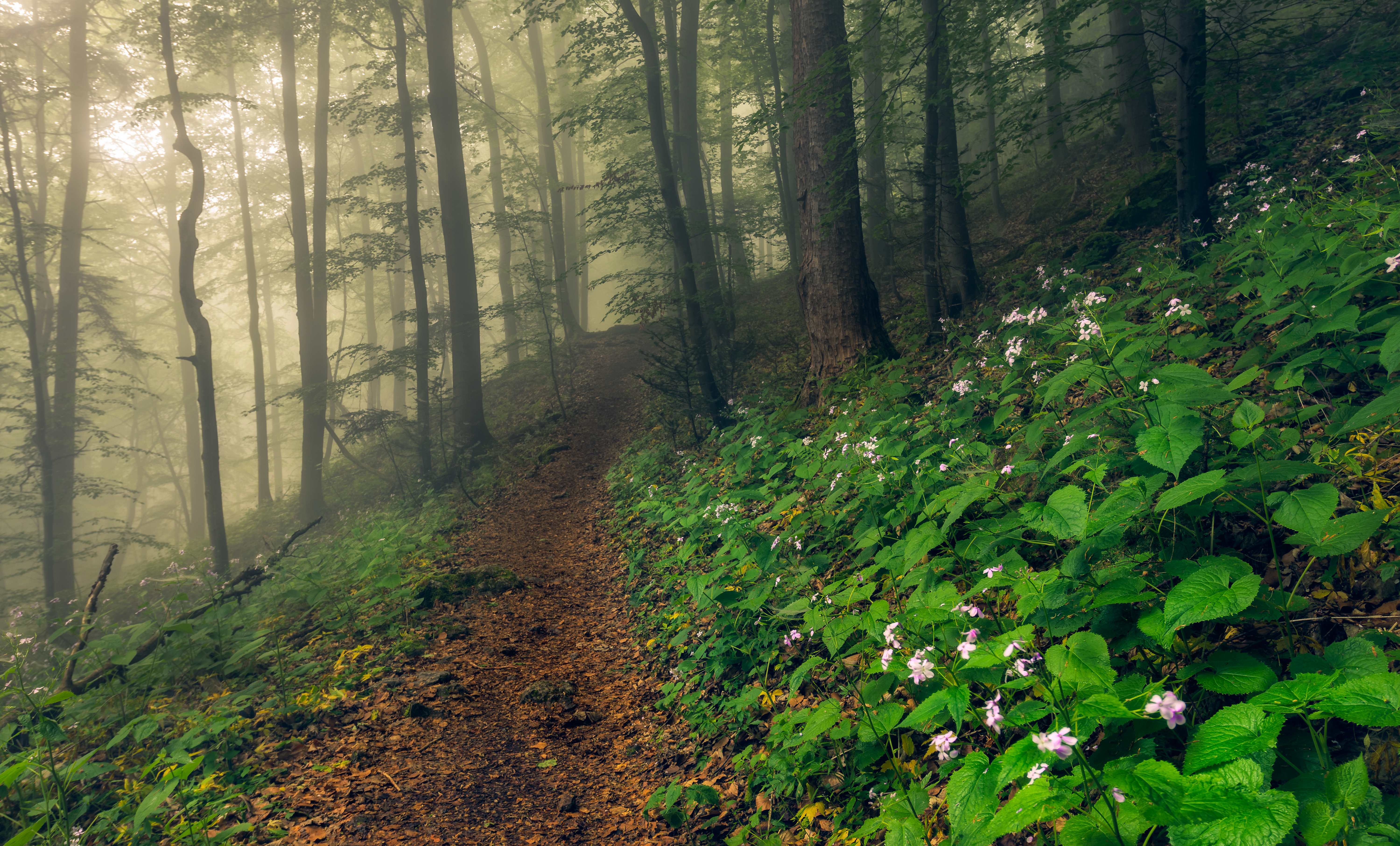
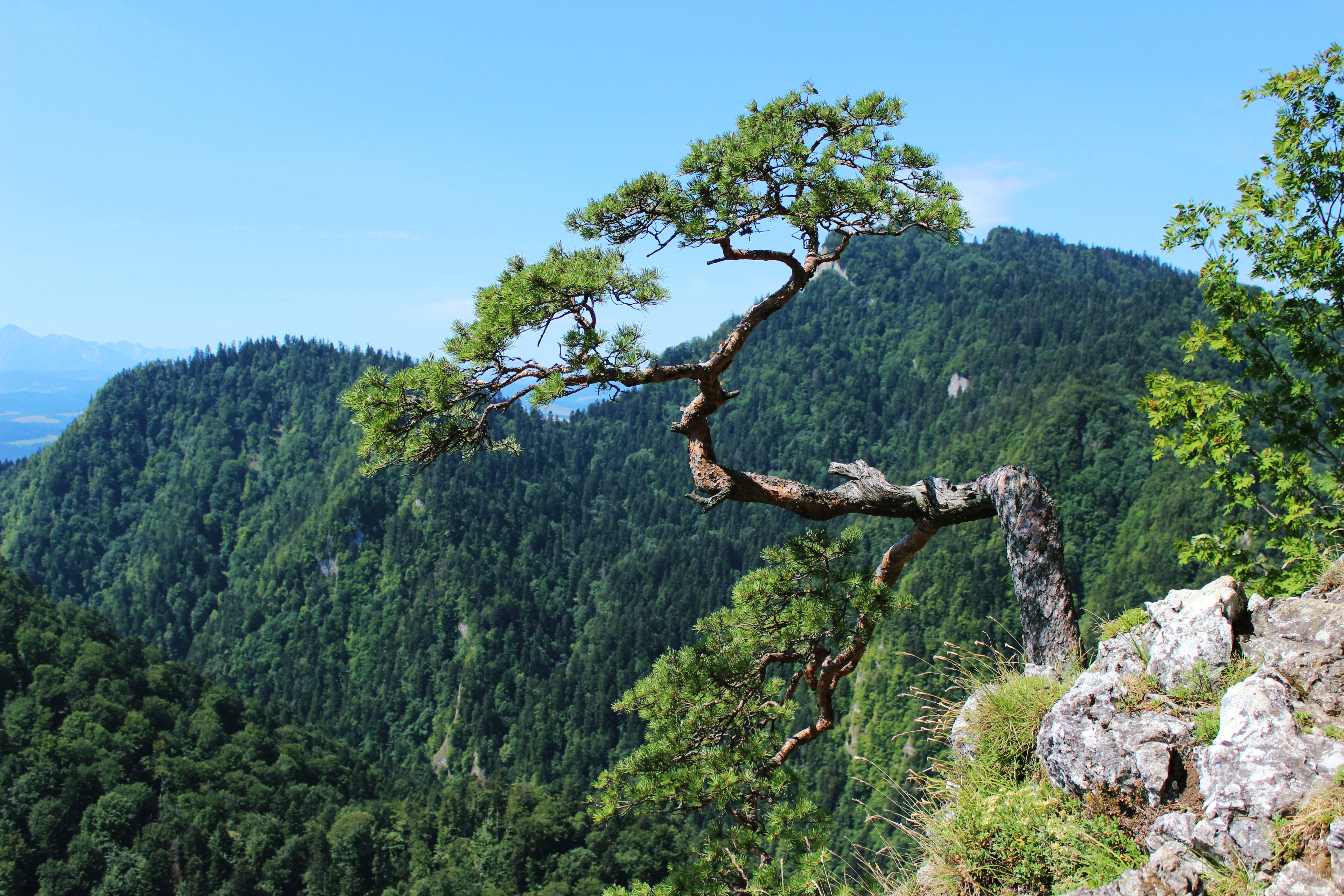
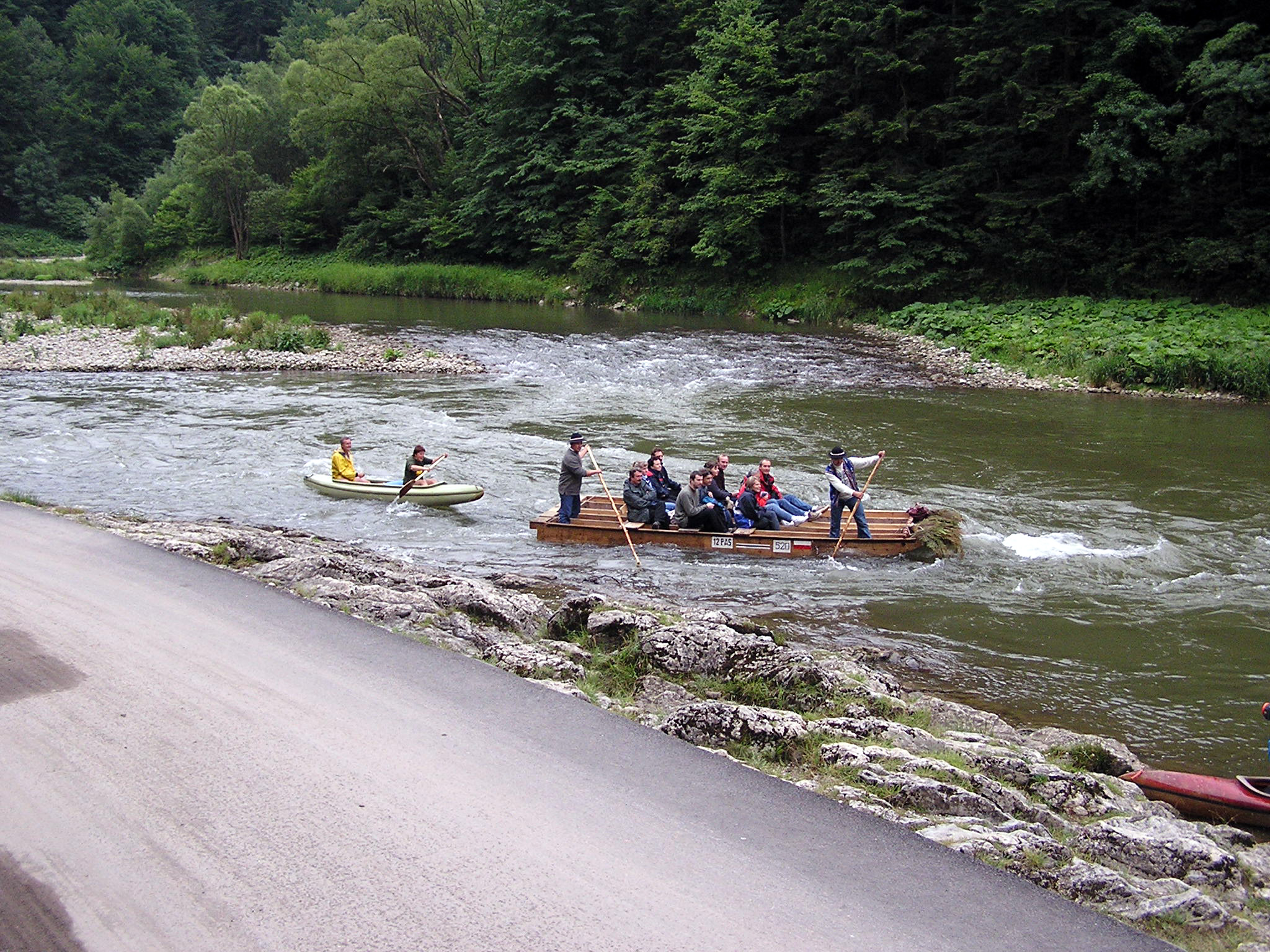
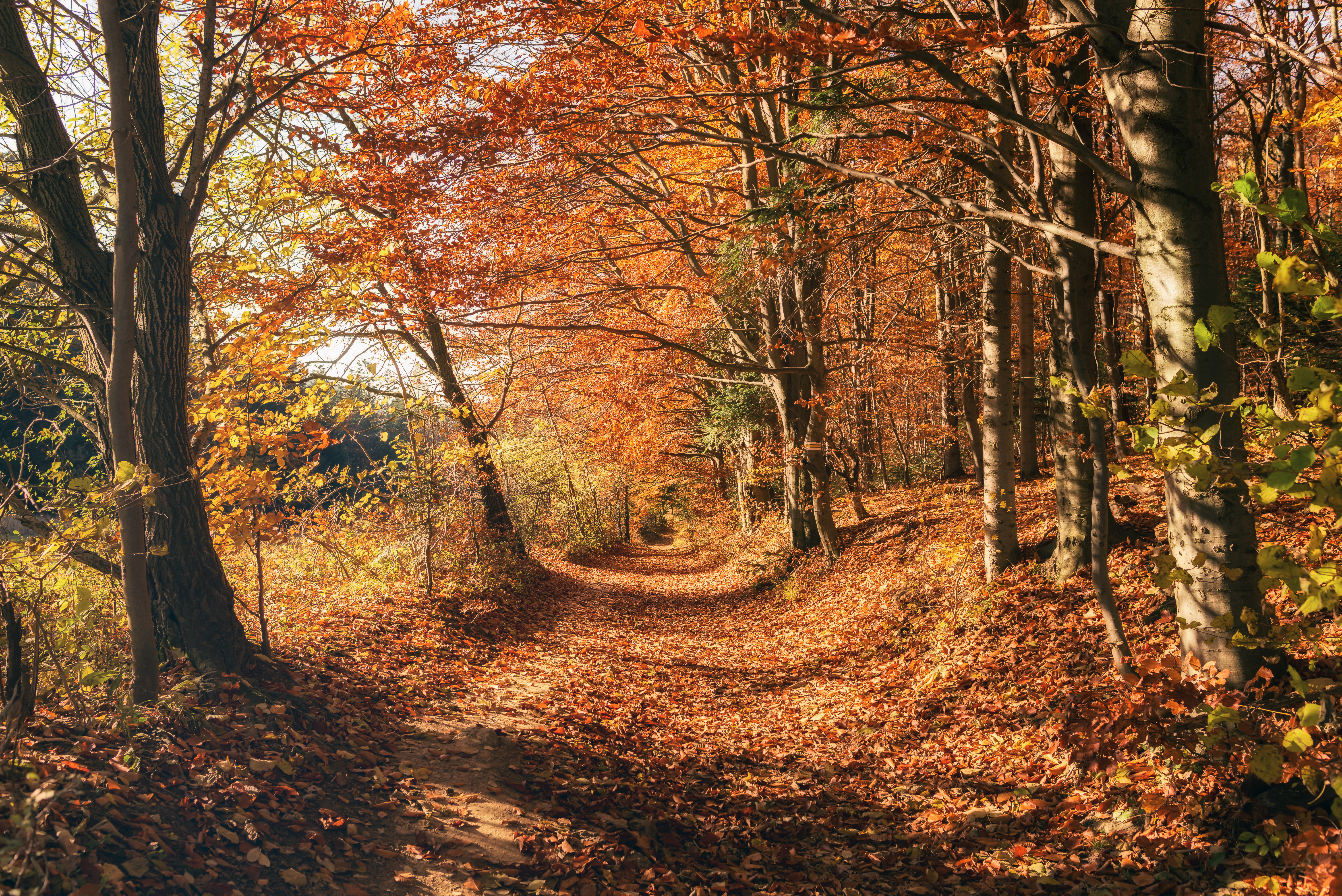
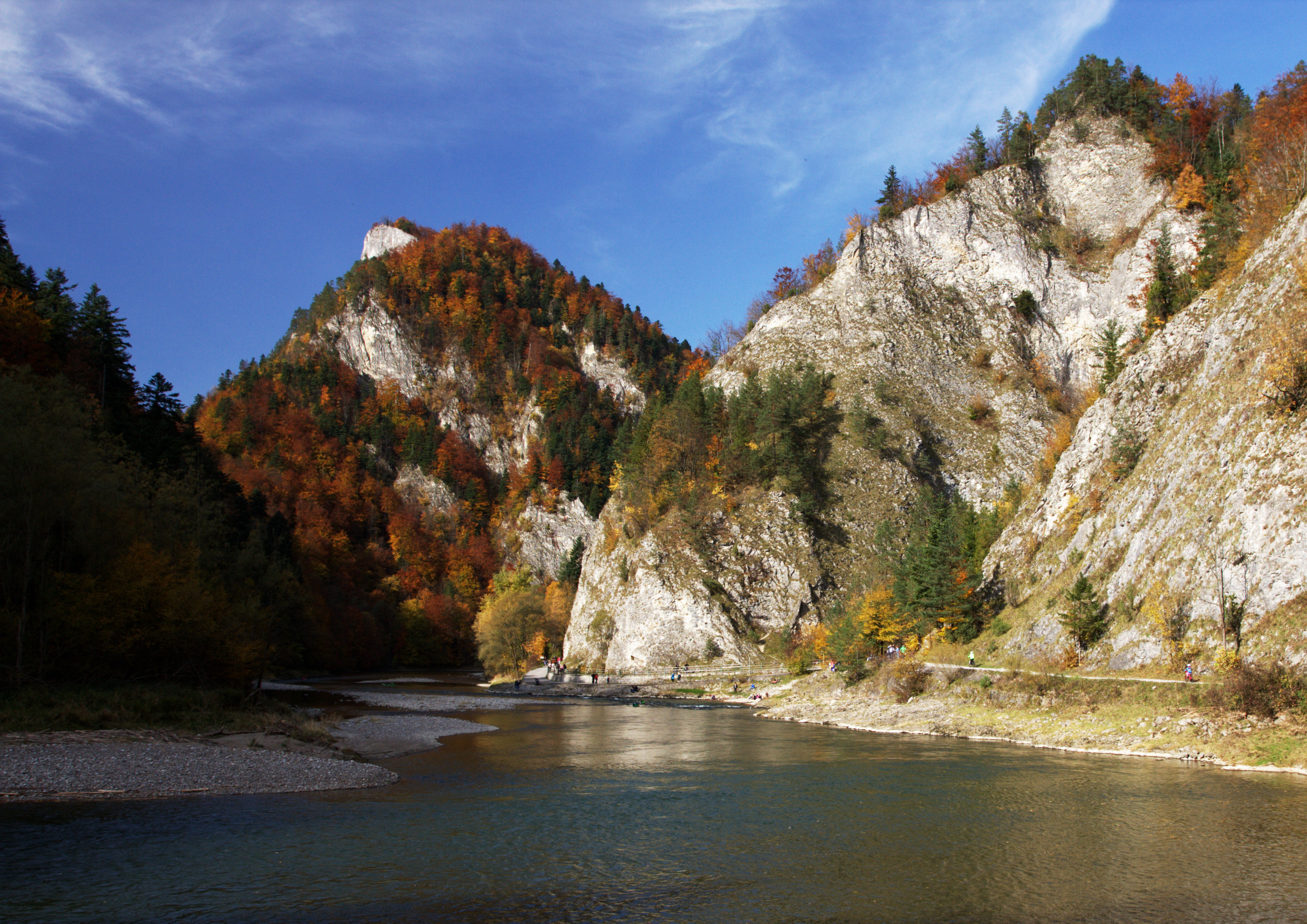